# Músculo longuíssimo dorsal
O músculo longuíssimo do dorso (ou dorsal) é um músculo do dorso. As suas inserções inferiores são as inserções do músculo eretor da espinha. As suas inserções superiores são os processos transversos das vértebras torácicas e lombares e ainda entre o ângulo posterior e a tuberosidade das 10 últimas costelas.